# Dušan Radolský
Dušan Radolský (Trnava, 13 november 1950) is een voormalig profvoetballer uit Slowakije, die na zijn actieve loopbaan aan de slag ging als voetbalcoach. Sinds de zomer van 2010 is hij trainer-coach van FC Spartak Trnava, dat uitkomt in de hoogste afdeling van het Slowaakse profvoetbal, de Corgoň Liga.

## Bondscoach
Radolský was in 1998 korte tijd interim-bondscoach van het Slowaaks voetbalelftal; hij zat op de bank tijdens het vriendschappelijke duel op 10 november tegen Polen, dat op eigen veld met 3-1 werd verloren. In oktober 1999 won de Slowaakse U21-ploeg onder zijn leiding met 3-0 van Azerbeidzjan, waardoor het Midden-Europese land zich voor de allereerste keer kwalificeerde voor de Olympische Zomerspelen. In Sydney werd de ploeg in de eerste ronde vervolgens uitgeschakeld na nederlagen tegen Brazilië (3-1) en Japan (2-1), en een overwinning op Zuid-Afrika (2-1).